# Langli, Changsha
Langli (chinois : 㮾梨街道 ; pinyin : lǎnɡlí jiēdào ) est un quartier de la ville-préfecture de Changsha, dans la province du Hunan, en République populaire de Chine.
Le bourg est desservi notamment par la station intermédiaire de la ligne Maglev express de Changsha, qui relie l'aéroport international de Changsha Huanghua à la gare du Sud de Changsha.